# Ostrogorski-Paradox
Die Politologen Hans Daudt und Douglas W. Rae stellten 1976 ein Wahlparadoxon vor, das Ostrogorski-Paradox(on), benannt nach dem russischen Parteienforscher Moissei Ostrogorski. Das Paradoxon zeigt, dass es bei Wahlen und Abstimmungen zu starken Verzerrungen des „Wählerwillens“ kommen kann, wenn über komplette Parteiprogramme abgestimmt wird und nicht (getrennt) über einzelne Sachfragen.
Die Sozialwahltheorie untersucht und vergleicht u. a. unterschiedliche Aggregationsverfahren und deren Probleme und Vorzüge.

## Beispiel
Angenommen, es gibt zwei Parteien, drei Themen, zu denen die Parteien verschiedene Vorstellungen haben, sowie vier Wählergruppen.
- Wählergruppe A, die einen Anteil von 20 % ausmacht, präferiert bei Thema 1 Partei X, bei Thema 2 Partei Y und bei Thema 3 Partei Y.
- Wählergruppe B, die ebenfalls einen Anteil von 20 % ausmacht, präferiert bei Thema 1 Partei Y, bei Thema 2 Partei X und bei Thema 3 Partei Y.
- Wählergruppe C, die auch einen Anteil von 20 % ausmacht, präferiert bei Thema 1 Partei Y, bei Thema 2 Partei Y und bei Thema 3 Partei X.
- Wählergruppe D schließlich, die einen Anteil von 40 % ausmacht, präferiert bei Thema 1 Partei X, bei Thema 2 Partei X und bei Thema 3 ebenfalls Partei X.

Würde man nun nach Themengruppen auszählen, so sähe das Ergebnis wie folgt aus:
- Für Themengruppe 1 hätte Partei X mit (A 20 % + D 40 %) 60 % gewonnen.
- Für Themengruppe 2 hätte ebenfalls Partei X mit (B 20 % + D 40 %) 60 % gewonnen.
- Auch für Themengruppe 3 hätte Partei X mit (C 20 % + D 40 %) 60 % gewonnen.

Wenn man aber nicht nach Themen getrennt auszählt und annimmt, dass jeder Wählergruppe jedes Thema gleich wichtig ist, kommt man paradoxerweise zu einem anderen Ergebnis:
- Wählergruppen A, B und C (jeweils einmal X, zweimal Y), zusammen 60 %, präferieren Partei Y.
- Wählergruppe D (dreimal X), 40 %, präferiert Partei X.

In diesem Fall hätte also Partei Y mit (A 20 % + B 20 % + C 20 %=) 60 % gewonnen.
| Wählergruppe                       | Anteil                             | Parteipräferenz bei Themen          | Parteipräferenz bei Themen          | Parteipräferenz bei Themen          | Mehrheit nach Gruppen                     | Wahlergebnis nach Gruppen insgesamt       | Zufriedenheit mit                   | Zufriedenheit mit                   |
| Wählergruppe                       | Anteil                             | Thema 1                             | Thema 2                             | Thema 3                             | Mehrheit nach Gruppen                     | Wahlergebnis nach Gruppen insgesamt       | Partei X                            | Partei Y                            |
| ---------------------------------- | ---------------------------------- | ----------------------------------- | ----------------------------------- | ----------------------------------- | ----------------------------------------- | ----------------------------------------- | ----------------------------------- | ----------------------------------- |
| Wählergruppe A                     | 20 %                               | X                                   | Y                                   | Y                                   | 0,2·Y                                     | Partei Y siegt mit 60 % der Stimmen       | 33,3 %                              | 66,7 %                              |
| Wählergruppe B                     | 20 %                               | Y                                   | X                                   | Y                                   | 0,2·Y                                     | Partei Y siegt mit 60 % der Stimmen       | 33,3 %                              | 66,7 %                              |
| Wählergruppe C                     | 20 %                               | Y                                   | Y                                   | X                                   | 0,2·Y                                     | Partei Y siegt mit 60 % der Stimmen       | 33,3 %                              | 66,7 %                              |
| Wählergruppe D                     | 40 %                               | X                                   | X                                   | X                                   | 0,4·X                                     | Partei Y siegt mit 60 % der Stimmen       | 100 %                               | 0 %                                 |
| Mehrheit nach Themen               | Mehrheit nach Themen               | 0,6·X                               | 0,6·X                               | 0,6·X                               | Mehrheit nach Zufriedenheit               | Mehrheit nach Zufriedenheit               | 60 %                                | 40 %                                |
| Wahlergebnis nach Themen insgesamt | Wahlergebnis nach Themen insgesamt | Partei X siegt mit 60 % der Stimmen | Partei X siegt mit 60 % der Stimmen | Partei X siegt mit 60 % der Stimmen | Wahlergebnis nach Zufriedenheit insgesamt | Wahlergebnis nach Zufriedenheit insgesamt | Partei X siegt mit 60 % der Stimmen | Partei X siegt mit 60 % der Stimmen |

Sei nun die Zufriedenheit einer Wählergruppe mit einer Partei in Prozent ausgedrückt so groß, wie diese Partei mit der Wählergruppe in der Anzahl der Themen übereinstimmt.
Die Gesamtzufriedenheit im obigen Sinne verteilt sich also wie die Zustimmung nach Themen. Wählt jedoch jeder Wähler die Partei, der er eher (nach Anzahl der thematischen Übereinstimmungen) zuneigt, wird Partei Y statt Partei X gewählt und die Gesamtzufriedenheit ist 40 % statt 60 %.
Nimmt man an, dass sich Wähler perfekt vernünftig, also als homo oeconomicus verhalten, muss man als Partei also nicht 51 % der Wähler zu jeweils 100 % von sich überzeugen. Es reicht, thematisch mit 51 % der Wähler 51%ige Übereinstimmung zu kommunizieren, um an die Macht zu gelangen. Daran würde auch eine im Extremfall 100%ige Dissonanz mit den restlichen 49 % der Wähler nichts mehr ändern. In diesem Extremfall wäre die oben definierte Gesamtzufriedenheit gerade einmal 26,01 %.